# Đội tuyển bóng đá quốc gia Cameroon
Đội tuyển bóng đá quốc gia Cameroon (tiếng Pháp: Équipe du Cameroun de football; tiếng Anh: Cameroon national football team), còn có biệt danh là "Những chú sư tử bất khuất", là đội tuyển của Liên đoàn bóng đá Cameroon và đại diện cho Cameroon trên bình diện quốc tế.
Đội đã 8 lần lọt vào vòng chung kết Giải bóng đá vô địch thế giới: 1982, 1990, 1994, 1998, 2002, 2010,  2014 và 2022 - nhiều hơn bất kể một đội bóng thuộc lục địa đen nào khác. Họ cũng là đội tuyển châu Phi đầu tiên lọt vào tứ kết một kì World Cup (năm 1990) và ngôi vị á quân của Cúp Liên đoàn các châu lục 2003. Ở cấp độ châu lục, họ đã có năm danh hiệu vô địch Cúp bóng đá châu Phi. Ngoài ra, Cameroon là đội bóng châu Phi thứ hai giành được tấm huy chương vàng Olympic bóng đá nam (sau Nigeria) cùng với 4 tấm huy chương vàng châu lục giành được vào các năm 1991, 1999, 2003, 2007.

## Danh hiệu
- Cúp Liên đoàn các châu lục: 0

Á quân: 2003
- Cúp bóng đá châu Phi: 5

Vô địch: 1984; 1988; 2000; 2002; 2017
Á quân: 1986; 2008
Hạng ba: 1972; 2021
- Vô địch Cúp UNIFFAC: 1

Vô địch: 2008
Á quân: 2011

## Thành tích quốc tế

### Giải bóng đá vô địch thế giới
| Năm         | Kết quả                                    | St                                         | T                                          | H                                          | B                                          | Bt                                         | Bb                                         |                          |
| ----------- | ------------------------------------------ | ------------------------------------------ | ------------------------------------------ | ------------------------------------------ | ------------------------------------------ | ------------------------------------------ | ------------------------------------------ | ------------------------ |
| 1930 ↓ 1962 | Không tham dự Là thuộc địa của Pháp và Anh | Không tham dự Là thuộc địa của Pháp và Anh | Không tham dự Là thuộc địa của Pháp và Anh | Không tham dự Là thuộc địa của Pháp và Anh | Không tham dự Là thuộc địa của Pháp và Anh | Không tham dự Là thuộc địa của Pháp và Anh | Không tham dự Là thuộc địa của Pháp và Anh |                          |
| 1966        | Bỏ cuộc                                    | Bỏ cuộc                                    | Bỏ cuộc                                    | Bỏ cuộc                                    | Bỏ cuộc                                    | Bỏ cuộc                                    | Bỏ cuộc                                    |                          |
| 1970 ↓ 1978 | Không vượt qua vòng loại                   | Không vượt qua vòng loại                   | Không vượt qua vòng loại                   | Không vượt qua vòng loại                   | Không vượt qua vòng loại                   | Không vượt qua vòng loại                   | Không vượt qua vòng loại                   |                          |
| 1982        | Vòng 1                                     | 3                                          | 0                                          | 3                                          | 0                                          | 1                                          | 1                                          |                          |
| 1986        | Không vượt qua vòng loại                   | Không vượt qua vòng loại                   | Không vượt qua vòng loại                   | Không vượt qua vòng loại                   | Không vượt qua vòng loại                   | Không vượt qua vòng loại                   | Không vượt qua vòng loại                   |                          |
| 1990        | Tứ kết                                     | 5                                          | 3                                          | 0                                          | 2                                          | 7                                          | 9                                          |                          |
| 1994        | Vòng 1                                     | 3                                          | 0                                          | 1                                          | 2                                          | 3                                          | 11                                         |                          |
| 1998        | Vòng 1                                     | 3                                          | 0                                          | 2                                          | 1                                          | 2                                          | 5                                          |                          |
| 2002        | Vòng 1                                     | 3                                          | 1                                          | 1                                          | 1                                          | 2                                          | 3                                          |                          |
| 2006        | Không vượt qua vòng loại                   | Không vượt qua vòng loại                   | Không vượt qua vòng loại                   | Không vượt qua vòng loại                   | Không vượt qua vòng loại                   | Không vượt qua vòng loại                   | Không vượt qua vòng loại                   |                          |
| 2010        | Vòng 1                                     | 3                                          | 0                                          | 0                                          | 3                                          | 2                                          | 5                                          |                          |
| 2014        | Vòng 1                                     | 3                                          | 0                                          | 0                                          | 3                                          | 1                                          | 9                                          |                          |
| 2018        | Không vượt qua vòng loại                   | Không vượt qua vòng loại                   | Không vượt qua vòng loại                   | Không vượt qua vòng loại                   | Không vượt qua vòng loại                   | Không vượt qua vòng loại                   | Không vượt qua vòng loại                   | Không vượt qua vòng loại |
| 2022        | Vòng 1                                     | 3                                          | 1                                          | 1                                          | 1                                          | 4                                          | 4                                          |                          |
| 2026 ↓ 2034 | Chưa xác định                              | Chưa xác định                              | Chưa xác định                              | Chưa xác định                              | Chưa xác định                              | Chưa xác định                              | Chưa xác định                              | Chưa xác định            |
| Tổng cộng   | 8/22                                       | 26                                         | 5                                          | 8                                          | 13                                         | 22                                         | 47                                         |                          |

### Cúp Liên đoàn các châu lục
| Năm         | Kết quả                   | St                        | T                         | H                         | B                         | Bt                        | Bb                        |
| ----------- | ------------------------- | ------------------------- | ------------------------- | ------------------------- | ------------------------- | ------------------------- | ------------------------- |
| 1992 ↓ 1999 | Không giành quyền tham dự | Không giành quyền tham dự | Không giành quyền tham dự | Không giành quyền tham dự | Không giành quyền tham dự | Không giành quyền tham dự | Không giành quyền tham dự |
| 2001        | Vòng 1                    | 3                         | 1                         | 0                         | 2                         | 2                         | 4                         |
| 2003        | Á quân                    | 5                         | 3                         | 1                         | 1                         | 3                         | 1                         |
| 2005 ↓ 2013 | Không giành quyền tham dự | Không giành quyền tham dự | Không giành quyền tham dự | Không giành quyền tham dự | Không giành quyền tham dự | Không giành quyền tham dự | Không giành quyền tham dự |
| 2017        | Vòng 1                    | 3                         | 0                         | 1                         | 2                         | 2                         | 6                         |
| Tổng cộng   | 3/10 1 lần: Á quân        | 11                        | 4                         | 2                         | 5                         | 7                         | 11                        |

### Cúp bóng đá châu Phi
| Năm           | Kết quả                             | Thứ hạng                            | St                                  | T                                   | H                                   | B                                   | Bt                                  | Bb                                  |
| ------------- | ----------------------------------- | ----------------------------------- | ----------------------------------- | ----------------------------------- | ----------------------------------- | ----------------------------------- | ----------------------------------- | ----------------------------------- |
| 1957 đến 1965 | Không tham dự là thuộc địa của Pháp | Không tham dự là thuộc địa của Pháp | Không tham dự là thuộc địa của Pháp | Không tham dự là thuộc địa của Pháp | Không tham dự là thuộc địa của Pháp | Không tham dự là thuộc địa của Pháp | Không tham dự là thuộc địa của Pháp | Không tham dự là thuộc địa của Pháp |
| 1968          | Không vượt qua vòng loại            | Không vượt qua vòng loại            | Không vượt qua vòng loại            | Không vượt qua vòng loại            | Không vượt qua vòng loại            | Không vượt qua vòng loại            | Không vượt qua vòng loại            | Không vượt qua vòng loại            |
| 1970          | Vòng 1                              | 5th                                 | 3                                   | 2                                   | 0                                   | 1                                   | 7                                   | 6                                   |
| 1972          | Hạng ba                             | 3rd                                 | 5                                   | 3                                   | 1                                   | 1                                   | 10                                  | 5                                   |
| 1974 đến 1980 | Không vượt qua vòng loại            | Không vượt qua vòng loại            | Không vượt qua vòng loại            | Không vượt qua vòng loại            | Không vượt qua vòng loại            | Không vượt qua vòng loại            | Không vượt qua vòng loại            | Không vượt qua vòng loại            |
| 1982          | Vòng 1                              | 5th                                 | 3                                   | 0                                   | 3                                   | 0                                   | 1                                   | 1                                   |
| 1984          | Vô địch                             | 1st                                 | 5                                   | 3                                   | 1                                   | 1                                   | 9                                   | 3                                   |
| 1986          | Á quân                              | 2nd                                 | 5                                   | 3                                   | 2                                   | 0                                   | 8                                   | 5                                   |
| 1988          | Vô địch                             | 1st                                 | 5                                   | 3                                   | 2                                   | 0                                   | 4                                   | 1                                   |
| 1990          | Vòng 1                              | 5th                                 | 3                                   | 1                                   | 0                                   | 2                                   | 2                                   | 3                                   |
| 1992          | Hạng tư                             | 4th                                 | 5                                   | 2                                   | 2                                   | 1                                   | 4                                   | 3                                   |
| 1994          | Không vượt qua vòng loại            | Không vượt qua vòng loại            | Không vượt qua vòng loại            | Không vượt qua vòng loại            | Không vượt qua vòng loại            | Không vượt qua vòng loại            | Không vượt qua vòng loại            | Không vượt qua vòng loại            |
| 1996          | Vòng 1                              | 9th                                 | 3                                   | 1                                   | 1                                   | 1                                   | 5                                   | 7                                   |
| 1998          | Tứ kết                              | 8th                                 | 4                                   | 2                                   | 1                                   | 1                                   | 5                                   | 4                                   |
| 2000          | Vô địch                             | 1st                                 | 6                                   | 3                                   | 2                                   | 1                                   | 11                                  | 5                                   |
| 2002          | Vô địch                             | 1st                                 | 6                                   | 5                                   | 1                                   | 0                                   | 9                                   | 0                                   |
| 2004          | Tứ kết                              | 6th                                 | 4                                   | 1                                   | 2                                   | 1                                   | 7                                   | 6                                   |
| 2006          | Tứ kết                              | 5th                                 | 4                                   | 3                                   | 1                                   | 0                                   | 8                                   | 2                                   |
| 2008          | Á quân                              | 2nd                                 | 6                                   | 4                                   | 0                                   | 2                                   | 14                                  | 8                                   |
| 2010          | Tứ kết                              | 7th                                 | 4                                   | 1                                   | 1                                   | 2                                   | 6                                   | 8                                   |
| 2012 đến 2013 | Không vượt qua vòng loại            | Không vượt qua vòng loại            | Không vượt qua vòng loại            | Không vượt qua vòng loại            | Không vượt qua vòng loại            | Không vượt qua vòng loại            | Không vượt qua vòng loại            | Không vượt qua vòng loại            |
| 2015          | Vòng 1                              | 13th                                | 3                                   | 0                                   | 2                                   | 1                                   | 2                                   | 3                                   |
| 2017          | Vô địch                             | 1st                                 | 6                                   | 3                                   | 3                                   | 0                                   | 7                                   | 3                                   |
| 2019          | Vòng 2                              | 13th                                | 4                                   | 1                                   | 2                                   | 1                                   | 4                                   | 3                                   |
| 2021          | Hạng ba                             | 3rd                                 | 7                                   | 4                                   | 3                                   | 0                                   | 14                                  | 7                                   |
| 2023          | Vòng 2                              | 13th                                | 4                                   | 1                                   | 1                                   | 2                                   | 5                                   | 8                                   |
| 2025          | Vượt qua vòng loại                  | Vượt qua vòng loại                  | Vượt qua vòng loại                  | Vượt qua vòng loại                  | Vượt qua vòng loại                  | Vượt qua vòng loại                  | Vượt qua vòng loại                  | Vượt qua vòng loại                  |
| 2027          | Chưa xác định                       | Chưa xác định                       | Chưa xác định                       | Chưa xác định                       | Chưa xác định                       | Chưa xác định                       | Chưa xác định                       | Chưa xác định                       |
| Tổng cộng     | 5 lần vô địch                       | 21/34                               | 95                                  | 46                                  | 31                                  | 18                                  | 142                                 | 88                                  |

### Thế vận hội
| Năm           | Kết quả                             | Thứ hạng                            | St                                  | T                                   | H                                   | B                                   | Bt                                  | Bb                                  |
| ------------- | ----------------------------------- | ----------------------------------- | ----------------------------------- | ----------------------------------- | ----------------------------------- | ----------------------------------- | ----------------------------------- | ----------------------------------- |
| 1900 đến 1960 | Không tham dự là thuộc địa của Pháp | Không tham dự là thuộc địa của Pháp | Không tham dự là thuộc địa của Pháp | Không tham dự là thuộc địa của Pháp | Không tham dự là thuộc địa của Pháp | Không tham dự là thuộc địa của Pháp | Không tham dự là thuộc địa của Pháp | Không tham dự là thuộc địa của Pháp |
| 1964 đến 1972 | Không vượt qua vòng loại            | Không vượt qua vòng loại            | Không vượt qua vòng loại            | Không vượt qua vòng loại            | Không vượt qua vòng loại            | Không vượt qua vòng loại            | Không vượt qua vòng loại            | Không vượt qua vòng loại            |
| 1976          | Không tham dự                       | Không tham dự                       | Không tham dự                       | Không tham dự                       | Không tham dự                       | Không tham dự                       | Không tham dự                       | Không tham dự                       |
| 1980          | Không vượt qua vòng loại            | Không vượt qua vòng loại            | Không vượt qua vòng loại            | Không vượt qua vòng loại            | Không vượt qua vòng loại            | Không vượt qua vòng loại            | Không vượt qua vòng loại            | Không vượt qua vòng loại            |
| 1984          | Vòng 1                              | 11th                                | 3                                   | 1                                   | 0                                   | 2                                   | 3                                   | 5                                   |
| 1988          | Không vượt qua vòng loại            | Không vượt qua vòng loại            | Không vượt qua vòng loại            | Không vượt qua vòng loại            | Không vượt qua vòng loại            | Không vượt qua vòng loại            | Không vượt qua vòng loại            | Không vượt qua vòng loại            |
| Tổng cộng     | 1 lần vòng 1                        | 1/19                                | 3                                   | 1                                   | 0                                   | 2                                   | 3                                   | 5                                   |

## Kết quả thi đấu

### 2024
| 9 tháng 1 Giao hữu | Zambia                                   | 1–1      | Cameroon     | Jeddah, Ả Rập Xê Út                                            |  |
| 17:00 UTC+3        | - Daka 11' - Chilufya 15' - L. Banda 87' | Chi tiết | - Yongwa 20' | Sân vận động: Sân vận động Thành phố Thể thao Nhà vua Abdullah |  |

| 15 tháng 1 Bảng C CAN 2023 | Cameroon  | 1–1      | Guinée   | Yamoussoukro, Bờ Biển Ngà                                                                              |  |
| 17:00                      | Magri 51' | Chi tiết | Bayo 10' | Sân vận động: Sân vận động Charles Konan Banny Lượng khán giả: 11,271 Trọng tài: Mutaz Ibrahim (Libya) |  |

| 19 tháng 1 Bảng C CAN 2023 | Sénégal | 3–1      | Cameroon | Yamoussoukro, Bờ Biển Ngà                      |  |
|                            |         | Chi tiết |          | Sân vận động: Sân vận động Charles Konan Banny |  |

| 23 tháng 1 Bảng C CAN 2023 | Gambia                       | 2–3      | Cameroon                                          | Bouaké, Bờ Biển Ngà                                                                                |  |
| 17:00                      | - Jallow 72' - E. Colley 85' | Chi tiết | - Toko Ekambi 56' - Gomez 87' (l.n.) - Wooh 90+1' | Sân vận động: Sân vận động Paix Lượng khán giả: 24,172 Trọng tài: Bamlak Tessema Weyesa (Ethiopia) |  |

| 27 tháng 1 Vòng 16 đội CAN 2023 | Nigeria            | 2–0      | Cameroon | Abidjan, Bờ Biển Ngà                                                                                       |  |
|                                 | - Lookman 36', 90' | Chi tiết |          | Sân vận động: Sân vận động Felix Houphouet Boigny Lượng khán giả: 22,085 Trọng tài: Rédouane Jiyed (Maroc) |  |

| 8 tháng 6 Vòng loại FIFA World Cup 2026 | Cameroon                                                       | 4–1      | Cabo Verde     | Yaoundé, Cameroon                                                               |  |
| 17:00 UTC+1                             | - Ngadeu-Ngadjui 13' - Aboubakar 25', 44' (ph.đ.) - Nouhou 54' | Chi tiết | - Monteiro 37' | Sân vận động: Sân vận động Ahmadou Ahidjo Trọng tài: Mustapha Ghorbal (Algérie) |  |

| 11 tháng 6 Vòng loại FIFA World Cup 2026 | Angola                      | 1–1      | Cameroon     | Luanda, Angola                                                                 |  |
| 20:00 UTC+1                              | - Ngadeu-Ngadjui 54' (l.n.) | Chi tiết | - Mbeumo 11' | Sân vận động: Sân vận động 11 tháng 11 Trọng tài: Mohamed Adel Elsaid (Ai Cập) |  |

| 7 tháng 9 Vòng loại CAN 2025 | Cameroon        | 1–0      | Namibia | Garoua, Cameroon                                                                |  |
| 17:00 UTC+1                  | - Aboubakar 65' | Chi tiết |         | Sân vận động: Sân vận động Roumdé Adjia Stadium Trọng tài: Boubou Traoré (Mali) |  |

| 10 tháng 9 Vòng loại CAN 2025 | Zimbabwe | 0–0      | Cameroon | Kampala, Uganda                                                                  |  |
| 19:00 UTC+3                   |          | Chi tiết |          | Sân vận động: Sân vận động Quốc gia Mandela Trọng tài: Mahmoud El Banna (Ai Cập) |  |

| 11 tháng 10 Vòng loại CAN 2025 | Cameroon                                                        | 4–1      | Kenya        | Douala, Cameroon                                               |  |
| --:--                          | - Aboubakar 8' (ph.đ.) - Hongla 39' - Mbeumo 43' - Bassogog 55' | Chi tiết | - Olunga 41' | Sân vận động: Sân vận động Japoma Trọng tài: Issa Sy (Sénégal) |  |

| 14 tháng 10 Vòng loại CAN 2025 | Kenya | 0–1      | Cameroon   | Kampala, Uganda                                                                    |  |
| 16:00 UTC+3                    |       | Chi tiết | - Enow 63' | Sân vận động: Sân vận động Quốc gia Mandela Trọng tài: Louis Houngnandande (Bénin) |  |

| 13 tháng 11 Vòng loại CAN 2025 | Namibia | 0–0      | Cameroon | Johannesburg, Nam Phi              |  |
| 14:00                          |         | Chi tiết |          | Sân vận động: Sân vận động Orlando |  |

| 19 tháng 11 Vòng loại CAN 2025 | Cameroon                      | 2–1      | Zimbabwe          | Yaoundé, Cameroon                                                                        |  |
| 14:00 UTC+1                    | - Aboubakar 18' - Nkoudou 23' | Chi tiết | - Dzvukamanja 73' | Sân vận động: Sân vận động Ahmadou Ahidjo Trọng tài: Pacifique Ndabihawenimana (Burundi) |  |

## Cầu thủ

### Đội hình hiện tại
Đây là đội hình đã hoàn thành CAN 2023.
Số liệu thống kê tính đến ngày 27 tháng 1 năm 2024, sau trận gặp Nigeria.
| Số | VT | Cầu thủ                        | Ngày sinh (tuổi)  | Trận | Bàn | Câu lạc bộ        |
| -- | -- | ------------------------------ | ----------------- | ---- | --- | ----------------- |
| 1  | TM | Fabrice Ondoa                  | 24 tháng 12, 1995 | 52   | 0   | Nîmes             |
| 16 | TM | Devis Epassy                   | 2 tháng 2, 1993   | 9    | 0   | Abha              |
| 23 | TM | Simon Ngapandouetnbu           | 12 tháng 4, 2003  | 0    | 0   | Marseille         |
| 24 | TM | André Onana                    | 2 tháng 4, 1996   | 38   | 0   | Manchester United |
|    |    |                                |                   |      |     |                   |
| 2  | HV | Harold Moukoudi                | 27 tháng 11, 1997 | 17   | 0   | AEK Athens        |
| 4  | HV | Christopher Wooh               | 18 tháng 9, 2001  | 13   | 2   | Rennes            |
| 5  | HV | Nouhou Tolo                    | 23 tháng 6, 1997  | 30   | 0   | Seattle Sounders  |
| 14 | HV | Junior Tchamadeu               | 22 tháng 12, 2003 | 4    | 0   | Stoke City        |
| 15 | HV | Oumar Gonzalez                 | 25 tháng 2, 1998  | 8    | 0   | Al-Raed           |
| 18 | HV | Darlin Yongwa                  | 21 tháng 9, 2000  | 8    | 1   | Lorient           |
| 21 | HV | Jean-Charles Castelletto       | 26 tháng 1, 1995  | 27   | 2   | Nantes            |
| 25 | HV | Malcom Bokele                  | 12 tháng 2, 2000  | 2    | 0   | Bordeaux          |
| 26 | HV | Enzo Tchato                    | 23 tháng 11, 2002 | 4    | 0   | Montpellier       |
|    |    |                                |                   |      |     |                   |
| 6  | TV | Olivier Kemen                  | 20 tháng 7, 1996  | 8    | 1   | Kayserispor       |
| 8  | TV | André-Frank Zambo Anguissa     | 16 tháng 11, 1995 | 56   | 5   | Napoli            |
| 17 | TV | Yvan Neyou                     | 3 tháng 1, 1997   | 7    | 0   | Leganés           |
| 20 | TV | Benjamin Elliott               | 5 tháng 11, 2002  | 4    | 0   | Reading           |
| 22 | TV | Olivier Ntcham                 | 9 tháng 2, 1996   | 14   | 1   | Samsunspor        |
| 27 | TV | Nathan Wilfired Doualla        | 15 tháng 5, 2006  | 0    | 0   | Victoria United   |
|    |    |                                |                   |      |     |                   |
| 3  | TĐ | Moumi Ngamaleu                 | 9 tháng 7, 1994   | 53   | 4   | Dynamo Moscow     |
| 7  | TĐ | Clinton N'Jie                  | 15 tháng 8, 1993  | 44   | 10  | Sivasspor         |
| 9  | TĐ | Frank Magri                    | 4 tháng 9, 1999   | 8    | 2   | Toulouse          |
| 10 | TĐ | Vincent Aboubakar (đội trưởng) | 22 tháng 1, 1992  | 100  | 37  | Beşiktaş          |
| 11 | TĐ | Georges-Kévin Nkoudou          | 13 tháng 2, 1995  | 10   | 1   | Damac             |
| 12 | TĐ | Karl Toko Ekambi               | 14 tháng 9, 1992  | 61   | 14  | Abha              |
| 13 | TĐ | Léonel Ateba                   | 6 tháng 2, 1999   | 1    | 0   | PWD Bamenda       |
| 19 | TĐ | Faris Moumbagna                | 1 tháng 7, 2000   | 6    | 0   | Bodø/Glimt        |